# Монтемітро
Монтемітро або Мундімітар (італ. Montemitro, хорв. Mundimitar) — муніципалітет в Італії, у регіоні Молізе,  провінція Кампобассо.
Монтемітро розташований на відстані близько 180 км на схід від Рима, 36 км на північ від Кампобассо.
Населення — 414 осіб (2014).
Щорічний фестиваль відбувається останньої п'ятниці травня. Покровитель — Santa Lucia.

## Демографія
Населення за роками:

Станом на 1 січня 2023 року в муніципалітеті офіційно проживало 17 іноземців з 7 країн, серед них 15 громадян країн Євросоюзу.

## Сусідні муніципалітети
- Челенца-суль-Тріньо
- Монтефальконе-нель-Санніо
- Сан-Феліче-дель-Молізе
- Туфілло